# براندود (قهستان)
براندود (بالفارسية: براندود) هي مستوطنة تقع في إيران في قسم قهستان الريفي. يقدر عدد سكانها بـ 274 نسمة بحسب إحصاء 2016.